# Tournoi de tennis d'Eastbourne
Le tournoi d'Eastbourne en Angleterre est un tournoi de tennis féminin du circuit professionnel WTA créé en 1974 et masculin du circuit professionnel ATP.
Il est organisé chaque année, mi-juin, sur gazon et en extérieur. L'épreuve voit souvent s'aligner des joueuses spécialistes des surfaces rapides et/ou soucieuses de bien se préparer à une semaine du tournoi de Wimbledon. Le record de victoires en simple appartient à Martina Navrátilová avec onze titres (dont cinq consécutifs de 1982 à 1986).
Une épreuve masculine s'est également tenue de 1970 à 1973 puis de 2009 à 2014, avant que l'ATP ne réintègre l'Open de Nottingham au calendrier. Cette épreuve masculine revient finalement en 2017.

## Palmarès dames

### Simple
| No | Date       | Nom et lieu du tournoi                              | Catégorie                                           | Dotation                                            | Surface                                             | Vainqueure                                          | Finaliste                                           | Score                                               |                                                     |
| -- | ---------- | --------------------------------------------------- | --------------------------------------------------- | --------------------------------------------------- | --------------------------------------------------- | --------------------------------------------------- | --------------------------------------------------- | --------------------------------------------------- | --------------------------------------------------- |
| 1  | 19-06-1972 | Rothmans South Of England Champ's, Eastbourne       |                                                     | 11 200 $                                            | Gazon (ext.)                                        | Françoise Dürr                                      | Judy Tegart-Dalton                                  | 8-6, 6-3                                            | Tableau                                             |
|    | 1973       | Pas de tournoi                                      | Pas de tournoi                                      | Pas de tournoi                                      | Pas de tournoi                                      | Pas de tournoi                                      | Pas de tournoi                                      | Pas de tournoi                                      | Pas de tournoi                                      |
| 2  | 17-06-1974 | John Player Tennis Tournament, Eastbourne           |                                                     | NC                                                  | Gazon (ext.)                                        | Chris Evert                                         | Virginia Wade                                       | 7-5, 6-4                                            | Tableau                                             |
| 3  | 16-06-1975 | Eastbourne International, Eastbourne                |                                                     | 25 000 $                                            | Gazon (ext.)                                        | Virginia Wade                                       | Billie Jean King                                    | 7-5, 4-6, 6-4                                       | Tableau                                             |
| 4  | 14-06-1976 | Colgate International, Eastbourne                   |                                                     | 25 000 $                                            | Gazon (ext.)                                        | Chris Evert                                         | Virginia Wade                                       | 8-6, 6-3                                            | Tableau                                             |
|    | 1977       | Pas de tournoi                                      | Pas de tournoi                                      | Pas de tournoi                                      | Pas de tournoi                                      | Pas de tournoi                                      | Pas de tournoi                                      | Pas de tournoi                                      | Pas de tournoi                                      |
| 5  | 19-06-1978 | Colgate International, Eastbourne                   | Colgate Series                                      | 75 000 $                                            | Gazon (ext.)                                        | Martina Navrátilová                                 | Chris Evert                                         | 6-4, 4-6, 9-7                                       | Tableau                                             |
| 6  | 18-06-1979 | Colgate International, Eastbourne                   |                                                     | 100 000 $                                           | Gazon (ext.)                                        | Chris Evert                                         | Martina Navrátilová                                 | 7-5, 5-7, 13-11                                     | Tableau                                             |
| 7  | 16-06-1980 | BMW Championships, Eastbourne                       |                                                     | 125 000 $                                           | Gazon (ext.)                                        | Tracy Austin                                        | Wendy Turnbull                                      | 7-6, 6-2                                            | Tableau                                             |
| 8  | 15-06-1981 | BMW Championships, Eastbourne                       |                                                     | 125 000 $                                           | Gazon (ext.)                                        | Tracy Austin                                        | Andrea Jaeger                                       | 6-3, 6-4                                            | Tableau                                             |
| 9  | 14-06-1982 | BMW Championships, Eastbourne                       | Series 5                                            | 150 000 $                                           | Gazon (ext.)                                        | Martina Navrátilová                                 | Hana Mandlíková                                     | 6-4, 6-3                                            | Tableau                                             |
| 10 | 13-06-1983 | BMW Championships, Eastbourne                       |                                                     | 150 000 $                                           | Gazon (ext.)                                        | Martina Navrátilová                                 | Wendy Turnbull                                      | 6-1, 6-1                                            | Tableau                                             |
| 11 | 18-06-1984 | Eastbourne International, Eastbourne                |                                                     | 175 000 $                                           | Gazon (ext.)                                        | Martina Navrátilová                                 | Kathy Jordan                                        | 6-4, 6-1                                            | Tableau                                             |
| 12 | 17-06-1985 | Pilkington Glass Championships, Eastbourne          |                                                     | 175 000 $                                           | Gazon (ext.)                                        | Martina Navrátilová                                 | Helena Suková                                       | 6-4, 6-3                                            | Tableau                                             |
| 13 | 16-06-1986 | Pilkington Glass Championships, Eastbourne          |                                                     | 200 000 $                                           | Gazon (ext.)                                        | Martina Navrátilová                                 | Helena Suková                                       | 3-6, 6-3, 6-4                                       | Tableau                                             |
| 14 | 15-06-1987 | Pilkington Championships, Eastbourne                |                                                     | 200 000 $                                           | Gazon (ext.)                                        | Helena Suková                                       | Martina Navrátilová                                 | 7-6, 6-3                                            | Tableau                                             |
| 15 | 13-06-1988 | Pilkington Glass Championships, Eastbourne          | Tier III                                            | 250 000 $                                           | Gazon (ext.)                                        | Martina Navrátilová                                 | Natasha Zvereva                                     | 6-2, 6-2                                            | Tableau                                             |
| 16 | 19-06-1989 | Pilkington Glass Championships, Eastbourne          | Tier II                                             | 300 000 $                                           | Gazon (ext.)                                        | Martina Navrátilová                                 | Raffaella Reggi                                     | 7-6, 6-2                                            | Tableau                                             |
| 17 | 18-06-1990 | Pilkington Championships, Eastbourne                | Tier II                                             | 350 000 $                                           | Gazon (ext.)                                        | Martina Navrátilová                                 | Gretchen Magers                                     | 6-0, 6-2                                            | Tableau                                             |
| 18 | 17-06-1991 | Pilkington Glass Championships, Eastbourne          | Tier II                                             | 350 000 $                                           | Gazon (ext.)                                        | Martina Navrátilová                                 | Arantxa Sánchez                                     | 6-4, 6-4                                            | Tableau                                             |
| 19 | 15-06-1992 | Pilkington Glass Championships, Eastbourne          | Tier II                                             | 350 000 $                                           | Gazon (ext.)                                        | Lori McNeil                                         | Linda Wild                                          | 6-4, 6-4                                            | Tableau                                             |
| 20 | 14-06-1993 | Volkswagen Cup, Eastbourne                          | Tier II                                             | 375 000 $                                           | Gazon (ext.)                                        | Martina Navrátilová                                 | Miriam Oremans                                      | 2-6, 6-2, 6-3                                       | Tableau                                             |
| 21 | 13-06-1994 | Volkswagen Cup, Eastbourne                          | Tier II                                             | 400 000 $                                           | Gazon (ext.)                                        | Meredith McGrath                                    | Linda Wild                                          | 6-2, 6-4                                            | Tableau                                             |
| 22 | 19-06-1995 | Direct Line Int’l Ladies Championships, Eastbourne  | Tier II                                             | 430 000 $                                           | Gazon (ext.)                                        | Nathalie Tauziat                                    | Chanda Rubin                                        | 3-6, 6-0, 7-5                                       | Tableau                                             |
| 23 | 17-06-1996 | Direct Line International Championships, Eastbourne | Tier II                                             | 363 000 $                                           | Gazon (ext.)                                        | Monica Seles                                        | Mary Joe Fernández                                  | 6-0, 6-2                                            | Tableau                                             |
| 24 | 16-06-1997 | Direct Line International Championships, Eastbourne | Tier II                                             | 450 000 $                                           | Gazon (ext.)                                        | Arantxa Sánchez                                     | Jana Novotná                                        | Pluie                                               | Tableau                                             |
| 25 | 15-06-1998 | Direct Line International Championships, Eastbourne | Tier II                                             | 450 000 $                                           | Gazon (ext.)                                        | Jana Novotná                                        | Arantxa Sánchez                                     | 6-1, 7-5                                            | Tableau                                             |
| 26 | 14-06-1999 | Direct Line International Championships, Eastbourne | Tier II                                             | 520 000 $                                           | Gazon (ext.)                                        | Natasha Zvereva                                     | Nathalie Tauziat                                    | 0-6, 7-5, 6-3                                       | Tableau                                             |
| 27 | 19-06-2000 | Direct Line Championships, Eastbourne               | Tier II                                             | 535 000 $                                           | Gazon (ext.)                                        | Julie Halard                                        | Dominique Monami                                    | 7-64, 6-4                                           | Tableau                                             |
| 28 | 18-06-2001 | Britannic Asset Championships, Eastbourne           | Tier II                                             | 565 000 $                                           | Gazon (ext.)                                        | Lindsay Davenport                                   | Magüi Serna                                         | 6-2, 6-0                                            | Tableau                                             |
| 29 | 17-06-2002 | Britannic Asset Championships, Eastbourne           | Tier II                                             | 585 000 $                                           | Gazon (ext.)                                        | Chanda Rubin                                        | Anastasia Myskina                                   | 6-1, 6-3                                            | Tableau                                             |
| 30 | 16-06-2003 | Hastings Direct Championships, Eastbourne           | Tier II                                             | 585 000 $                                           | Gazon (ext.)                                        | Chanda Rubin                                        | Conchita Martínez                                   | 6-4, 3-6, 6-4                                       | Tableau                                             |
| 31 | 14-06-2004 | Hastings Direct Int’l Championships, Eastbourne     | Tier II                                             | 585 000 $                                           | Gazon (ext.)                                        | Svetlana Kuznetsova                                 | Daniela Hantuchová                                  | 2-6, 7-62, 6-4                                      | Tableau                                             |
| 32 | 13-06-2005 | Hastings Direct Championships, Eastbourne           | Tier II                                             | 585 000 $                                           | Gazon (ext.)                                        | Kim Clijsters                                       | Vera Dushevina                                      | 7-5, 6-0                                            | Tableau                                             |
| 33 | 19-06-2006 | Hastings Direct Int’l Championships, Eastbourne     | Tier II                                             | 600 000 $                                           | Gazon (ext.)                                        | Justine Henin                                       | Anastasia Myskina                                   | 4-6, 6-1, 7-65                                      | Tableau                                             |
| 34 | 18-06-2007 | Hastings Direct Championships, Eastbourne           | Tier II                                             | 600 000 $                                           | Gazon (ext.)                                        | Justine Henin                                       | Amélie Mauresmo                                     | 7-5, 6-74, 7-62                                     | Tableau                                             |
| 35 | 16-06-2008 | International Women's Open, Eastbourne              | Tier II                                             | 600 000 $                                           | Gazon (ext.)                                        | Agnieszka Radwańska                                 | Nadia Petrova                                       | 6-4, 6-711, 6-4                                     | Tableau                                             |
| 36 | 15-06-2009 | Aegon International, Eastbourne                     | Premier                                             | 600 000 $                                           | Gazon (ext.)                                        | Caroline Wozniacki                                  | Virginie Razzano                                    | 7-65, 7-5                                           | Tableau                                             |
| 37 | 14-06-2010 | Aegon International, Eastbourne                     | Premier                                             | 600 000 $                                           | Gazon (ext.)                                        | Ekaterina Makarova                                  | Victoria Azarenka                                   | 7-65, 6-4                                           | Tableau                                             |
| 38 | 13-06-2011 | Aegon International, Eastbourne                     | Premier                                             | 618 000 $                                           | Gazon (ext.)                                        | Marion Bartoli                                      | Petra Kvitová                                       | 6-1, 4-6, 7-5                                       | Tableau                                             |
| 39 | 18-06-2012 | Aegon International, Eastbourne                     | Premier                                             | 637 000 $                                           | Gazon (ext.)                                        | Tamira Paszek                                       | Angelique Kerber                                    | 5-7, 6-3, 7-5                                       | Tableau                                             |
| 40 | 17-06-2013 | Aegon International, Eastbourne                     | Premier                                             | 690 000 $                                           | Gazon (ext.)                                        | Elena Vesnina                                       | Jamie Hampton                                       | 6-2, 6-1                                            | Tableau                                             |
| 41 | 16-06-2014 | Aegon International, Eastbourne                     | Premier                                             | 710 000 $                                           | Gazon (ext.)                                        | Madison Keys                                        | Angelique Kerber                                    | 6-3, 3-6, 7-5                                       | Tableau                                             |
| 42 | 21-06-2015 | Aegon International, Eastbourne                     | Premier                                             | 665 900 $                                           | Gazon (ext.)                                        | Belinda Bencic                                      | Agnieszka Radwańska                                 | 6-4, 4-6, 6-0                                       | Tableau                                             |
| 43 | 19-06-2016 | Aegon International, Eastbourne                     | Premier                                             | 711 778 $                                           | Gazon (ext.)                                        | Dominika Cibulková                                  | Karolína Plíšková                                   | 7-5, 6-3                                            | Tableau                                             |
| 44 | 25-06-2017 | Aegon International, Eastbourne                     | Premier                                             | 753 900 $                                           | Gazon (ext.)                                        | Karolína Plíšková                                   | Caroline Wozniacki                                  | 6-4, 6-4                                            | Tableau                                             |
| 45 | 24-06-2018 | Nature Valley International, Eastbourne             | Premier                                             | 852 564 $                                           | Gazon (ext.)                                        | Caroline Wozniacki                                  | Aryna Sabalenka                                     | 7-5, 7-65                                           | Tableau                                             |
| 46 | 23-06-2019 | Nature Valley International, Eastbourne             | Premier                                             | 933 612 $                                           | Gazon (ext.)                                        | Karolína Plíšková                                   | Angelique Kerber                                    | 6-1, 6-4                                            | Tableau                                             |
|    | 2020       | Tournoi annulé en raison de la pandémie de Covid-19 | Tournoi annulé en raison de la pandémie de Covid-19 | Tournoi annulé en raison de la pandémie de Covid-19 | Tournoi annulé en raison de la pandémie de Covid-19 | Tournoi annulé en raison de la pandémie de Covid-19 | Tournoi annulé en raison de la pandémie de Covid-19 | Tournoi annulé en raison de la pandémie de Covid-19 | Tournoi annulé en raison de la pandémie de Covid-19 |
| 47 | 21-06-2021 | Viking International Eastbourne, Eastbourne         | WTA 500                                             | 565 530 $                                           | Gazon (ext.)                                        | Jeļena Ostapenko                                    | Anett Kontaveit                                     | 6-3, 6-3                                            | Tableau                                             |
| 48 | 19-06-2022 | Viking International Eastbourne, Eastbourne         | WTA 500                                             | 757 900 $                                           | Gazon (ext.)                                        | Petra Kvitová                                       | Jeļena Ostapenko                                    | 6-3, 6-2                                            | Tableau                                             |
| 49 | 25-06-2023 | Rothesay International Eastbourne, Eastbourne       | WTA 500                                             | 780 637 $                                           | Gazon (ext.)                                        | Madison Keys                                        | Daria Kasatkina                                     | 6-2, 7-613                                          | Tableau                                             |
| 50 | 24-06-2024 | Rothesay International Eastbourne, Eastbourne       | WTA 500                                             | 922 573 $                                           | Gazon (ext.)                                        | Daria Kasatkina                                     | Leylah Fernandez                                    | 6-3, 6-4                                            | Tableau                                             |
| 51 | 23-06-2025 | Lexus Eastbourne Open, Eastbourne                   | WTA 250                                             | 275 094 $                                           | Gazon (ext.)                                        | Maya Joint                                          | Alexandra Eala                                      | 6-4, 1-6, 7-610                                     | Tableau                                             |

### Double
| No | Date       | Nom et lieu du tournoi                              | Catégorie                                           | Dotation                                            | Surface                                             | Vainqueures                                         | Finalistes                                          | Score                                               |                                                     |
| -- | ---------- | --------------------------------------------------- | --------------------------------------------------- | --------------------------------------------------- | --------------------------------------------------- | --------------------------------------------------- | --------------------------------------------------- | --------------------------------------------------- | --------------------------------------------------- |
| 1  | 19-06-1972 | Rothmans South Of England Champ's Eastbourne        |                                                     | 11 200 $                                            | Gazon (ext.)                                        | Lesley Hunt Betty Stöve                             | Judy Tegart-Dalton Françoise Dürr                   | 6-4, 6-8, 6-3                                       | Tableau                                             |
|    | 1973       | Pas de tournoi                                      | Pas de tournoi                                      | Pas de tournoi                                      | Pas de tournoi                                      | Pas de tournoi                                      | Pas de tournoi                                      | Pas de tournoi                                      | Pas de tournoi                                      |
| 2  | 17-06-1974 | John Player Tennis Tournament Eastbourne            |                                                     | NC                                                  | Gazon (ext.)                                        | Helen Gourlay Karen Krantzcke                       | Chris Evert Olga Morozova                           | 6-2, 6-0                                            | Tableau                                             |
| 3  | 16-06-1975 | Eastbourne International Eastbourne                 |                                                     | 25 000 $                                            | Gazon (ext.)                                        | Julie Anthony Olga Morozova                         | Evonne Goolagong Peggy Michel                       | 6-2, 6-4                                            | Tableau                                             |
| 4  | 14-06-1976 | Colgate International Eastbourne                    |                                                     | 25 000 $                                            | Gazon (ext.)                                        | Chris Evert Martina Navrátilová                     | Olga Morozova Virginia Wade                         | Partage                                             | Tableau                                             |
|    | 1977       | Pas de tournoi                                      | Pas de tournoi                                      | Pas de tournoi                                      | Pas de tournoi                                      | Pas de tournoi                                      | Pas de tournoi                                      | Pas de tournoi                                      | Pas de tournoi                                      |
| 5  | 19-06-1978 | Colgate International Eastbourne                    | Colgate Series                                      | 75 000 $                                            | Gazon (ext.)                                        | Chris Evert Betty Stöve                             | Billie Jean King Martina Navrátilová                | 6-4, 6-7, 7-5                                       | Tableau                                             |
| 6  | 18-06-1979 | Colgate International Eastbourne                    |                                                     | 100 000 $                                           | Gazon (ext.)                                        | Betty Stöve Wendy Turnbull                          | Ilana Kloss Betty-Ann Stuart                        | 6-2, 6-2                                            | Tableau                                             |
| 7  | 16-06-1980 | BMW Championships Eastbourne                        |                                                     | 125 000 $                                           | Gazon (ext.)                                        | Kathy Jordan Anne Smith                             | Pam Shriver Betty Stöve                             | 6-4, 6-1                                            | Tableau                                             |
| 8  | 15-06-1981 | BMW Championships Eastbourne                        |                                                     | 125 000 $                                           | Gazon (ext.)                                        | Martina Navrátilová Pam Shriver                     | Kathy Jordan Anne Smith                             | 6-7, 6-2, 6-1                                       | Tableau                                             |
| 9  | 14-06-1982 | BMW Championships Eastbourne                        | Series 5                                            | 150 000 $                                           | Gazon (ext.)                                        | Martina Navrátilová Pam Shriver                     | Kathy Jordan Anne Smith                             | 6-3, 6-4                                            | Tableau                                             |
| 10 | 13-06-1983 | BMW Championships Eastbourne                        |                                                     | 150 000 $                                           | Gazon (ext.)                                        | Martina Navrátilová Pam Shriver                     | Jo Durie Anne Hobbs                                 | 6-1, 6-0                                            | Tableau                                             |
| 11 | 18-06-1984 | Eastbourne International Eastbourne                 |                                                     | 175 000 $                                           | Gazon (ext.)                                        | Martina Navrátilová Pam Shriver                     | Jo Durie Ann Kiyomura                               | 6-4, 6-2                                            | Tableau                                             |
| 12 | 17-06-1985 | Pilkington Glass Championships Eastbourne           |                                                     | 175 000 $                                           | Gazon (ext.)                                        | Martina Navrátilová Pam Shriver                     | Kathy Jordan Elizabeth Smylie                       | 7-5, 6-4                                            | Tableau                                             |
| 13 | 16-06-1986 | Pilkington Glass Championships Eastbourne           |                                                     | 200 000 $                                           | Gazon (ext.)                                        | Martina Navrátilová Pam Shriver                     | Claudia Kohde-Kilsch Helena Suková                  | 6-2, 6-4                                            | Tableau                                             |
| 14 | 15-06-1987 | Pilkington Championships Eastbourne                 |                                                     | 200 000 $                                           | Gazon (ext.)                                        | Svetlana Cherneva Larisa Savchenko                  | Rosalyn Fairbank Elizabeth Smylie                   | 7-6, 4-6, 7-5                                       | Tableau                                             |
| 15 | 13-06-1988 | Pilkington Glass Championships Eastbourne           | Tier III                                            | 250 000 $                                           | Gazon (ext.)                                        | Eva Pfaff Elizabeth Smylie                          | Belinda Cordwell Dinky Van Rensburg                 | 6-3, 7-6                                            | Tableau                                             |
| 16 | 19-06-1989 | Pilkington Glass Championships Eastbourne           | Tier II                                             | 300 000 $                                           | Gazon (ext.)                                        | Katrina Adams Zina Garrison                         | Jana Novotná Helena Suková                          | 6-3, ab.                                            | Tableau                                             |
| 17 | 18-06-1990 | Pilkington Championships Eastbourne                 | Tier II                                             | 350 000 $                                           | Gazon (ext.)                                        | Larisa Neiland Natasha Zvereva                      | Patty Fendick Zina Garrison                         | 6-4, 6-3                                            | Tableau                                             |
| 18 | 17-06-1991 | Pilkington Glass Championships Eastbourne           | Tier II                                             | 350 000 $                                           | Gazon (ext.)                                        | Larisa Neiland Natasha Zvereva                      | Gigi Fernández Jana Novotná                         | 2-6, 6-4, 6-4                                       | Tableau                                             |
| 19 | 15-06-1992 | Pilkington Glass Championships Eastbourne           | Tier II                                             | 350 000 $                                           | Gazon (ext.)                                        | Jana Novotná Larisa Neiland                         | Mary Joe Fernández Zina Garrison                    | 6-0, 6-3                                            | Tableau                                             |
| 20 | 14-06-1993 | Volkswagen Cup Eastbourne                           | Tier II                                             | 375 000 $                                           | Gazon (ext.)                                        | Gigi Fernández Natasha Zvereva                      | Larisa Neiland Jana Novotná                         | 2-6, 7-5, 6-1                                       | Tableau                                             |
| 21 | 13-06-1994 | Volkswagen Cup Eastbourne                           | Tier II                                             | 400 000 $                                           | Gazon (ext.)                                        | Gigi Fernández Natasha Zvereva                      | Inés Gorrochategui Helena Suková                    | 6-7, 6-4, 6-3                                       | Tableau                                             |
| 22 | 19-06-1995 | Direct Line Int’l Ladies Championships Eastbourne   | Tier II                                             | 430 000 $                                           | Gazon (ext.)                                        | Jana Novotná Arantxa Sánchez                        | Gigi Fernández Natasha Zvereva                      | 0-6, 6-3, 6-4                                       | Tableau                                             |
| 23 | 17-06-1996 | Direct Line International Championships Eastbourne  | Tier II                                             | 363 000 $                                           | Gazon (ext.)                                        | Jana Novotná Arantxa Sánchez                        | Rosalyn Fairbank Pam Shriver                        | 4-6, 7-5, 6-4                                       | Tableau                                             |
| 24 | 16-06-1997 | Direct Line International Championships Eastbourne  | Tier II                                             | 450 000 $                                           | Gazon (ext.)                                        | Lori McNeil Helena Suková                           | Nicole Arendt Manon Bollegraf                       | Pluie                                               | Tableau                                             |
| 25 | 15-06-1998 | Direct Line International Championships Eastbourne  | Tier II                                             | 450 000 $                                           | Gazon (ext.)                                        | Mariaan de Swardt Jana Novotná                      | Arantxa Sánchez Natasha Zvereva                     | 6-1, 6-3                                            | Tableau                                             |
| 26 | 14-06-1999 | Direct Line International Championships Eastbourne  | Tier II                                             | 520 000 $                                           | Gazon (ext.)                                        | Martina Hingis Anna Kournikova                      | Jana Novotná Natasha Zvereva                        | 6-4, ab.                                            | Tableau                                             |
| 27 | 19-06-2000 | Direct Line Championships Eastbourne                | Tier II                                             | 535 000 $                                           | Gazon (ext.)                                        | Ai Sugiyama Nathalie Tauziat                        | Lisa Raymond Rennae Stubbs                          | 2-6, 6-3, 7-63                                      | Tableau                                             |
| 28 | 18-06-2001 | Britannic Asset Championships Eastbourne            | Tier II                                             | 565 000 $                                           | Gazon (ext.)                                        | Lisa Raymond Rennae Stubbs                          | Cara Black Elena Likhovtseva                        | 6-2, 6-2                                            | Tableau                                             |
| 29 | 17-06-2002 | Britannic Asset Championships Eastbourne            | Tier II                                             | 585 000 $                                           | Gazon (ext.)                                        | Lisa Raymond Rennae Stubbs                          | Cara Black Elena Likhovtseva                        | 6-75, 7-66, 6-2                                     | Tableau                                             |
| 30 | 16-06-2003 | Hastings Direct Championships Eastbourne            | Tier II                                             | 585 000 $                                           | Gazon (ext.)                                        | Lindsay Davenport Lisa Raymond                      | Jennifer Capriati Magüi Serna                       | 6-3, 6-2                                            | Tableau                                             |
| 31 | 14-06-2004 | Hastings Direct Int’l Championships Eastbourne      | Tier II                                             | 585 000 $                                           | Gazon (ext.)                                        | Alicia Molik Magüi Serna                            | Svetlana Kuznetsova Elena Likhovtseva               | 6-4, 6-4                                            | Tableau                                             |
| 32 | 13-06-2005 | Hastings Direct Championships Eastbourne            | Tier II                                             | 585 000 $                                           | Gazon (ext.)                                        | Lisa Raymond Rennae Stubbs                          | Elena Likhovtseva Vera Zvonareva                    | 6-3, 7-5                                            | Tableau                                             |
| 33 | 19-06-2006 | Hastings Direct Int’l Championships Eastbourne      | Tier II                                             | 600 000 $                                           | Gazon (ext.)                                        | Svetlana Kuznetsova Amélie Mauresmo                 | Liezel Huber Martina Navrátilová                    | 6-2, 6-4                                            | Tableau                                             |
| 34 | 18-06-2007 | Hastings Direct Championships Eastbourne            | Tier II                                             | 600 000 $                                           | Gazon (ext.)                                        | Lisa Raymond Samantha Stosur                        | Květa Peschke Rennae Stubbs                         | 6-75, 6-4, 6-3                                      | Tableau                                             |
| 35 | 16-06-2008 | International Women's Open Eastbourne               | Tier II                                             | 600 000 $                                           | Gazon (ext.)                                        | Cara Black Liezel Huber                             | Květa Peschke Rennae Stubbs                         | 2-6, 6-0, [10-8]                                    | Tableau                                             |
| 36 | 15-06-2009 | Aegon International Eastbourne                      | Premier                                             | 600 000 $                                           | Gazon (ext.)                                        | Akgul Amanmuradova Ai Sugiyama                      | Samantha Stosur Rennae Stubbs                       | 6-4, 6-3                                            | Tableau                                             |
| 37 | 14-06-2010 | Aegon International Eastbourne                      | Premier                                             | 600 000 $                                           | Gazon (ext.)                                        | Lisa Raymond Rennae Stubbs                          | Květa Peschke Katarina Srebotnik                    | 6-2, 2-6, [13-11]                                   | Tableau                                             |
| 38 | 13-06-2011 | Aegon International Eastbourne                      | Premier                                             | 618 000 $                                           | Gazon (ext.)                                        | Květa Peschke Katarina Srebotnik                    | Liezel Huber Lisa Raymond                           | 6-3, 6-0                                            | Tableau                                             |
| 39 | 18-06-2012 | Aegon International Eastbourne                      | Premier                                             | 637 000 $                                           | Gazon (ext.)                                        | Nuria Llagostera Vives María José Martínez          | Liezel Huber Lisa Raymond                           | 6-4, 0-0, ab.                                       | Tableau                                             |
| 40 | 17-06-2013 | Aegon International Eastbourne                      | Premier                                             | 690 000 $                                           | Gazon (ext.)                                        | Nadia Petrova Katarina Srebotnik                    | Monica Niculescu Klára Zakopalová                   | 6-3, 6-3                                            | Tableau                                             |
| 41 | 16-06-2014 | Aegon International Eastbourne                      | Premier                                             | 710 000 $                                           | Gazon (ext.)                                        | Chan Hao-ching Chan Yung-jan                        | Martina Hingis Flavia Pennetta                      | 6-3, 5-7, [10-7]                                    | Tableau                                             |
| 42 | 21-06-2015 | Aegon International Eastbourne                      | Premier                                             | 665 900 $                                           | Gazon (ext.)                                        | Caroline Garcia Katarina Srebotnik                  | Chan Yung-jan Zheng Jie                             | 7-65, 6-2                                           | Tableau                                             |
| 43 | 19-06-2016 | Aegon International Eastbourne                      | Premier                                             | 711 778 $                                           | Gazon (ext.)                                        | Darija Jurak Anastasia Rodionova                    | Chan Hao-ching Chan Yung-jan                        | 5-7, 7-64, [10-6]                                   | Tableau                                             |
| 44 | 25-06-2017 | Aegon International Eastbourne                      | Premier                                             | 753 900 $                                           | Gazon (ext.)                                        | Chan Yung-jan Martina Hingis                        | Ashleigh Barty Casey Dellacqua                      | 6-3, 7-5                                            | Tableau                                             |
| 45 | 24-06-2018 | Nature Valley International Eastbourne              | Premier                                             | 852 564 $                                           | Gazon (ext.)                                        | Gabriela Dabrowski Xu Yifan                         | Irina-Camelia Begu Mihaela Buzărnescu               | 6-3, 7-5                                            | Tableau                                             |
| 46 | 23-06-2019 | Nature Valley International Eastbourne              | Premier                                             | 933 612 $                                           | Gazon (ext.)                                        | Chan Hao-Ching Latisha Chan                         | Kirsten Flipkens Bethanie Mattek-Sands              | 2-6, 6-3, [10-6]                                    | Tableau                                             |
|    | 2020       | Tournoi annulé en raison de la pandémie de Covid-19 | Tournoi annulé en raison de la pandémie de Covid-19 | Tournoi annulé en raison de la pandémie de Covid-19 | Tournoi annulé en raison de la pandémie de Covid-19 | Tournoi annulé en raison de la pandémie de Covid-19 | Tournoi annulé en raison de la pandémie de Covid-19 | Tournoi annulé en raison de la pandémie de Covid-19 | Tournoi annulé en raison de la pandémie de Covid-19 |
| 47 | 21-06-2021 | Viking International Eastbourne Eastbourne          | WTA 500                                             | 565 530 $                                           | Gazon (ext.)                                        | Shuko Aoyama Ena Shibahara                          | Nicole Melichar Demi Schuurs                        | 6-1, 6-4                                            | Tableau                                             |
| 48 | 19-06-2022 | Viking International Eastbourne Eastbourne          | WTA 500                                             | 757 900 $                                           | Gazon (ext.)                                        | Aleksandra Krunić Magda Linette                     | Lyudmyla Kichenok Jeļena Ostapenko                  | Forfait                                             | Tableau                                             |
| 49 | 25-06-2023 | Rothesay International Eastbourne Eastbourne        | WTA 500                                             | 780 637 $                                           | Gazon (ext.)                                        | Desirae Krawczyk Demi Schuurs                       | Nicole Melichar Ellen Perez                         | 6-2, 6-4                                            | Tableau                                             |
| 50 | 24-06-2024 | Rothesay International Eastbourne Eastbourne        | WTA 500                                             | 922 573 $                                           | Gazon (ext.)                                        | Lyudmyla Kichenok Jeļena Ostapenko                  | Gabriela Dabrowski Erin Routliffe                   | 5-7, 7-62, [10-8]                                   | Tableau                                             |
| 51 | 23-06-2025 | Lexus Eastbourne Open Eastbourne                    | WTA 250                                             | 275 094 $                                           | Gazon (ext.)                                        | Marie Bouzková Anna Danilina                        | Hsieh Su-wei Maya Joint                             | 6-4, 7-5                                            | Tableau                                             |

## Palmarès messieurs

### Simple
| No                                                | Date       | Nom et lieu du tournoi                        | Catégorie                                | Dotation                                 | Surface                                  | Vainqueur                                | Finaliste                                | Score                                    |                                          |
| ------------------------------------------------- | ---------- | --------------------------------------------- | ---------------------------------------- | ---------------------------------------- | ---------------------------------------- | ---------------------------------------- | ---------------------------------------- | ---------------------------------------- | ---------------------------------------- |
| 1                                                 | 15-06-1970 | Rothmans Open, Eastbourne                     |                                          | NC $                                     | Gazon (ext.)                             | Ken Rosewall                             | Bob Hewitt                               | 6-2, 6-1                                 |                                          |
|                                                   | 1971       | Tournoi arrêté au stade des demi-finales      | Tournoi arrêté au stade des demi-finales | Tournoi arrêté au stade des demi-finales | Tournoi arrêté au stade des demi-finales | Tournoi arrêté au stade des demi-finales | Tournoi arrêté au stade des demi-finales | Tournoi arrêté au stade des demi-finales | Tournoi arrêté au stade des demi-finales |
| 2                                                 | 23-06-1972 | Rothmans South Of England Champ's, Eastbourne |                                          | NC $                                     | Gazon (ext.)                             | Andrés Gimeno                            | Pierre Barthès                           | 7-5, 6-3                                 |                                          |
| 3                                                 | 23-06-1973 | Rothmans South Of England Champ's, Eastbourne |                                          | NC $                                     | Gazon (ext.)                             | Mark Cox                                 | Patrice Dominguez                        | 6-2, 2-6, 6-3                            |                                          |
| Pas de tournoi ATP entre 1973 et 2009             |            |                                               |                                          |                                          |                                          |                                          |                                          |                                          |                                          |
| 4                                                 | 15-06-2009 | AEGON International, Eastbourne               | ATP 250                                  | 450 000 $                                | Gazon (ext.)                             | Dmitri Toursounov                        | Frank Dancevic                           | 6-3, 7-65                                | Tableau                                  |
| 5                                                 | 13-06-2010 | AEGON International, Eastbourne               | ATP 250                                  | 405 000 $                                | Gazon (ext.)                             | Michaël Llodra                           | Guillermo García-López                   | 7-5, 6-2                                 | Tableau                                  |
| 6                                                 | 12-06-2011 | AEGON International, Eastbourne               | ATP 250                                  | 462 675 $                                | Gazon (ext.)                             | Andreas Seppi                            | Janko Tipsarević                         | 7-65, 3-6, 5-3, ab.                      | Tableau                                  |
| 7                                                 | 17-06-2012 | AEGON International, Eastbourne               | ATP 250                                  | 455 700 $                                | Gazon (ext.)                             | Andy Roddick                             | Andreas Seppi                            | 6-3, 6-2                                 | Tableau                                  |
| 8                                                 | 16-06-2013 | AEGON International, Eastbourne               | ATP 250                                  | 468 460 $                                | Gazon (ext.)                             | Feliciano López                          | Gilles Simon                             | 7-62, 65-7, 6-0                          | Tableau                                  |
| 9                                                 | 16-06-2014 | AEGON International, Eastbourne               | ATP 250                                  | 503 185 $                                | Gazon (ext.)                             | Feliciano López                          | Richard Gasquet                          | 6-3, 65-7, 7-5                           | Tableau                                  |
| Pas de tournoi ATP en 2015 et 2016                |            |                                               |                                          |                                          |                                          |                                          |                                          |                                          |                                          |
| 10                                                | 26-06-2017 | AEGON International, Eastbourne               | ATP 250                                  | 635 660 $                                | Gazon (ext.)                             | Novak Djokovic                           | Gaël Monfils                             | 6-3, 6-4                                 | Tableau                                  |
| 11                                                | 25-06-2018 | Nature Valley International, Eastbourne       | ATP 250                                  | 661 085 €                                | Gazon (ext.)                             | Mischa Zverev                            | Lukáš Lacko                              | 6-4, 6-4                                 | Tableau                                  |
| 12                                                | 24-06-2019 | Nature Valley International, Eastbourne       | ATP 250                                  | 684 080 €                                | Gazon (ext.)                             | Taylor Fritz                             | Sam Querrey                              | 6-3, 6-4                                 | Tableau                                  |
| Tournoi annulé à cause de la pandémie de Covid-19 |            |                                               |                                          |                                          |                                          |                                          |                                          |                                          |                                          |
| 13                                                | 21-06-2021 | Viking International, Eastbourne              | ATP 250                                  | 547 265 €                                | Gazon (ext.)                             | Alex de Minaur                           | Lorenzo Sonego                           | 4-6, 6-4, 7-65                           | Tableau                                  |
| 14                                                | 20-06-2022 | Rothesay International, Eastbourne            | ATP 250                                  | 697 405 €                                | Gazon (ext.)                             | Taylor Fritz                             | Maxime Cressy                            | 6-2, 64-7, 7-64                          | Tableau                                  |
| 15                                                | 26-06-2023 | Rothesay International, Eastbourne            | ATP 250                                  | 723 655 €                                | Gazon (ext.)                             | Francisco Cerúndolo                      | Tommy Paul                               | 6-4, 1-6, 6-4                            | Tableau                                  |
| 16                                                | 24-06-2024 | Rothesay International, Eastbourne            | ATP 250                                  | 740 160 €                                | Gazon (ext.)                             | Taylor Fritz                             | Max Purcell                              | 6-4, 6-3                                 | Tableau                                  |
| 17                                                | 23-06-2025 | Lexus Eastbourne Open, Eastbourne             | ATP 250                                  | 756 875 €                                | Gazon (ext.)                             | Taylor Fritz                             | Jenson Brooksby                          | 7-5, 6-1                                 | Tableau                                  |

### Double
| No                                                | Date       | Nom et lieu du tournoi                        | Catégorie | Dotation  | Surface      | Vainqueurs                           | Finalistes                           | Score             |         |
| ------------------------------------------------- | ---------- | --------------------------------------------- | --------- | --------- | ------------ | ------------------------------------ | ------------------------------------ | ----------------- | ------- |
| 1                                                 | 23-06-1972 | Rothmans South Of England Champ's, Eastbourne |           | NC $      | Gazon (ext.) | Juan Gisbert Manuel Orantes          | Nicky Kalogeropoulos Andrew Pattison | 8-6, 6-2          |         |
| 2                                                 | 23-06-1973 | Rothmans South Of England Champ's, Eastbourne |           | NC $      | Gazon (ext.) | Ove Bengtson Jim McManus             | Manuel Orantes Ion Țiriac            | 6-4, 4-6, 7-5     |         |
| Pas de tournoi ATP entre 1973 et 2009             |            |                                               |           |           |              |                                      |                                      |                   |         |
| 3                                                 | 15-06-2009 | AEGON International, Eastbourne               | ATP 250   | 450 000 $ | Gazon (ext.) | Mariusz Fyrstenberg Marcin Matkowski | Travis Parrott Filip Polášek         | 6-4, 6-4          | Tableau |
| 4                                                 | 13-06-2010 | AEGON International, Eastbourne               | ATP 250   | 405 000 $ | Gazon (ext.) | Mariusz Fyrstenberg Marcin Matkowski | Colin Fleming Ken Skupski            | 6-3, 5-7, [10-8]  | Tableau |
| 5                                                 | 12-06-2011 | AEGON International, Eastbourne               | ATP 250   | 462 675 $ | Gazon (ext.) | Jonathan Erlich Andy Ram             | Grigor Dimitrov Andreas Seppi        | 6-3, 6-3          | Tableau |
| 6                                                 | 17-06-2012 | AEGON International, Eastbourne               | ATP 250   | 455 700 $ | Gazon (ext.) | Colin Fleming Ross Hutchins          | Jamie Delgado Ken Skupski            | 6-4, 6-3          | Tableau |
| 7                                                 | 16-06-2013 | AEGON International, Eastbourne               | ATP 250   | 468 460 $ | Gazon (ext.) | Alexander Peya Bruno Soares          | Colin Fleming Jonathan Marray        | 3-6, 6-3, [10-8]  | Tableau |
| 8                                                 | 16-06-2014 | AEGON International, Eastbourne               | ATP 250   | 503 185 $ | Gazon (ext.) | Treat Conrad Huey Dominic Inglot     | Alexander Peya Bruno Soares          | 7-5, 5-7, [10-8]  | Tableau |
| Pas de tournoi ATP en 2015 et 2016                |            |                                               |           |           |              |                                      |                                      |                   |         |
| 9                                                 | 26-06-2017 | AEGON International, Eastbourne               | ATP 250   | 635 660 $ | Gazon (ext.) | Bob Bryan Mike Bryan                 | Rohan Bopanna André Sá               | 64-7, 6-4, [10-3] | Tableau |
| 10                                                | 25-06-2018 | Nature Valley International, Eastbourne       | ATP 250   | 661 085 € | Gazon (ext.) | Luke Bambridge Jonny O'Mara          | Ken Skupski Neal Skupski             | 7-5, 6-4          | Tableau |
| 11                                                | 24-06-2019 | Nature Valley International, Eastbourne       | ATP 250   | 684 080 € | Gazon (ext.) | Juan Sebastián Cabal Robert Farah    | Máximo González Horacio Zeballos     | 3-6, 7-64, [10-6] | Tableau |
| Tournoi annulé à cause de la pandémie de Covid-19 |            |                                               |           |           |              |                                      |                                      |                   |         |
| 12                                                | 21-06-2021 | Viking International, Eastbourne              | ATP 250   | 547 265 € | Gazon (ext.) | Nikola Mektić Mate Pavić             | Rajeev Ram Joe Salisbury             | 6-4, 6-3          | Tableau |
| 14                                                | 20-06-2022 | Rothesay International, Eastbourne            | ATP 250   | 697 405 € | Gazon (ext.) | Nikola Mektić Mate Pavić             | Matwé Middelkoop Luke Saville        | 6-4, 6-2          | Tableau |
| 15                                                | 26-06-2023 | Rothesay International, Eastbourne            | ATP 250   | 723 655 € | Gazon (ext.) | Nikola Mektić Mate Pavić             | Ivan Dodig Austin Krajicek           | 6-4, 6-2          | Tableau |
| 16                                                | 24-06-2024 | Rothesay International, Eastbourne            | ATP 250   | 740 160 € | Gazon (ext.) | Neal Skupski Michael Venus           | Matthew Ebden John Peers             | 4-6, 7-62, [11-9] | Tableau |